# Uranoscopus fuscomaculatus
Uranoscopus fuscomaculatus är en fiskart som beskrevs av Kner, 1868. Uranoscopus fuscomaculatus ingår i släktet Uranoscopus och familjen Uranoscopidae. Inga underarter finns listade i Catalogue of Life.